# Pfeffersberg

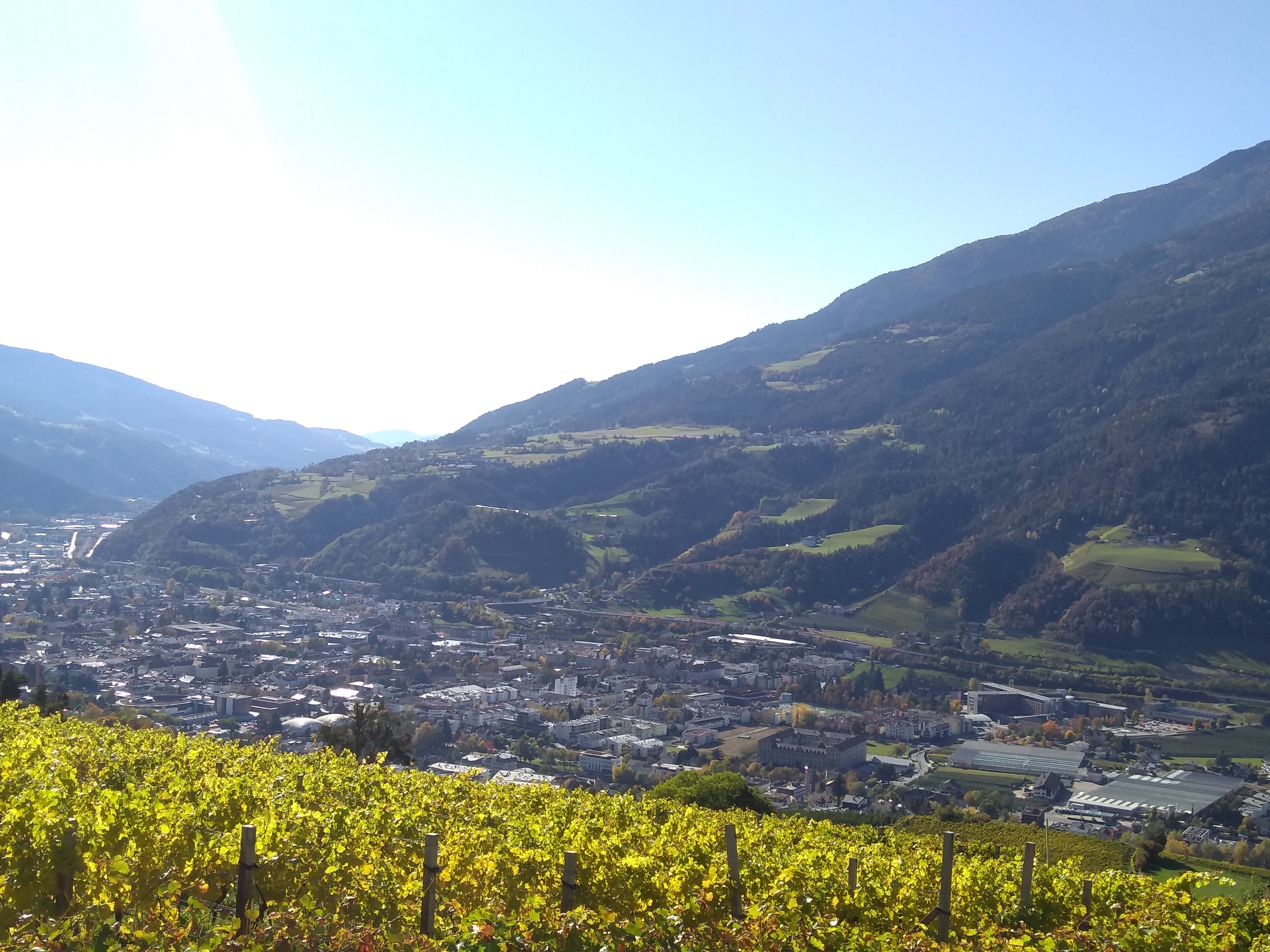
Blick über Brixen zu den Hängen des Pfeffersbergs

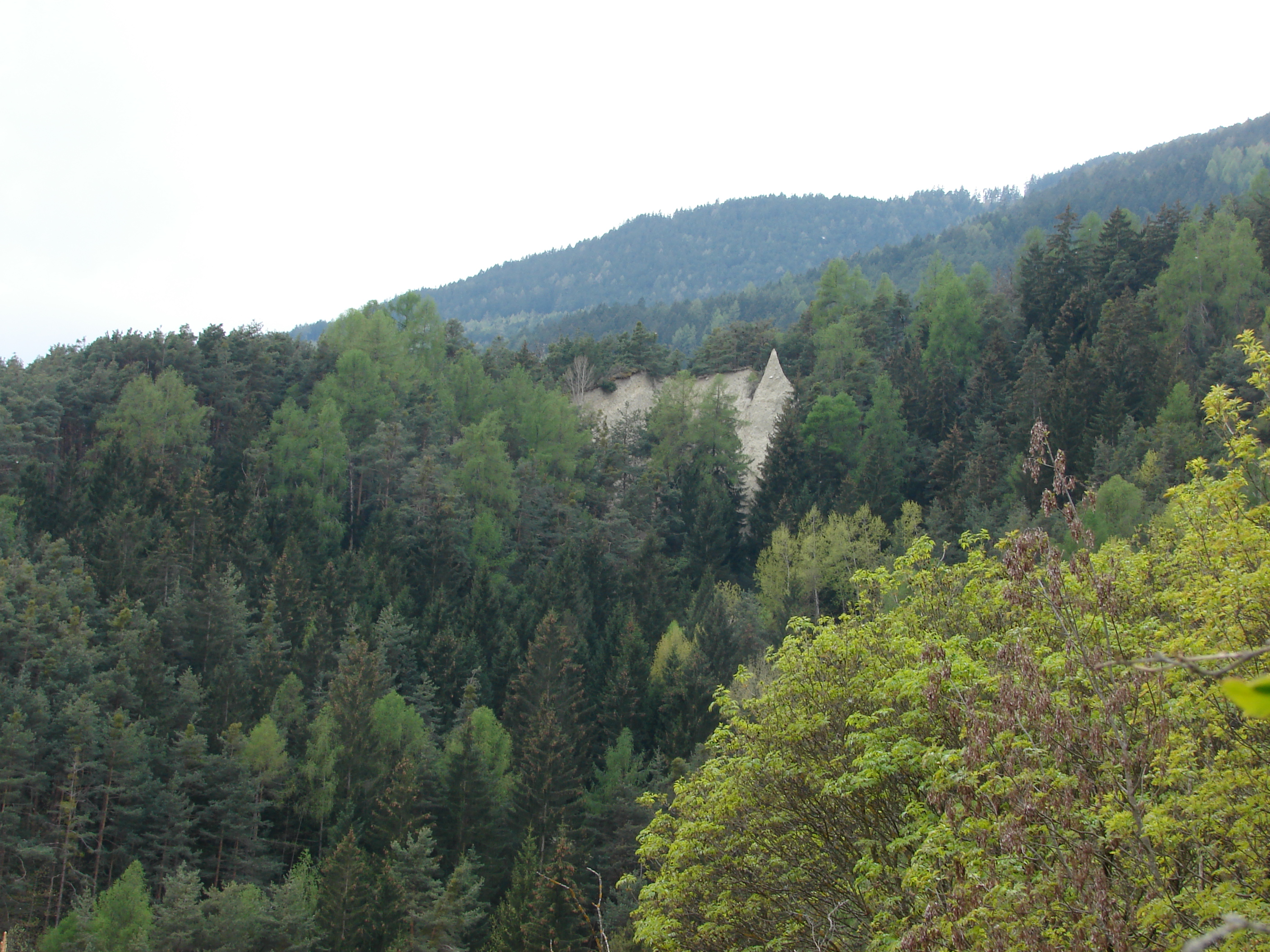
Erdpyramide Pfefferlahn

Als Pfeffersberg werden die Hänge auf der Westseite des Brixner Talkessels im Eisacktal in Südtirol bezeichnet. Diese fallen vom Hundskopf in den Sarntaler Alpen zum Eisacktal ab.
An den Hängen des Pfeffersbergs befinden sich in mittelgebirgiger Lage die Ortschaften, Weiler und  Streusiedlungen Gereuth, Pairdorf, Pinzagen, Tils, Tötschling, Tschötsch und Untereben, die zusammen bis zu ihrer Eingemeindung nach Brixen im Jahr 1928 die Gemeinde Pfeffersberg – als Nachfolgerin eines seit dem Hochmittelalter bestehenden Landgerichts Pfeffersberg –  bildeten. Dem Pfeffersberg gegenüber liegt die Plose.
Die Flur ist 1230 als Phefferberch und Phepherlant ersturkundlich genannt. Ersterwähnungen der Siedlungen: Gereuth als Gerute (1250, siehe -reuth), Pairdorf als Pairdorf (1250), Pinzagen als Pinzage (1265), Tils als Tulis (955), Tötschling als Tetseninges (1140), Tschötsch als Scets (1180), Untereben als Eben (1270).

## Kultur
Der Pfeffersberg beheimatet die Musikkapelle „Peter Mayr“.
Ebenfalls finden sich dort die Mauern der Burgruine Pfeffersberg aus dem 12. Jahrhundert.